# Ditshiping
Ditshiping is een dorp in het district North-West in Botswana. De plaats telt 139 inwoners (2011).